# Studená dolina (Hohe Tatra)
Die Studená dolina (deutsch Kohlbachtal, ungarisch Tarpataki-völgy, polnisch Dolina Zimnej Wody) ist ein Tal in der Slowakei auf der südlichen Seite der Hohen Tatra, benannt nach dem Bach Studený potok (deutsch Kohlbach). Es ist eine gemeinsame Fortsetzung der Täler Malá Studená dolina (deutsch Kleines Kohlbachtal, im Nordwesten) und Veľká Studená dolina (deutsch Großes Kohlbachtal, im Westen).
Das Tal ist etwa dreieinhalb Kilometer lang und erstreckt sich ungefähr von der Straße Cesta Slobody bei Tatranská Lesná auf einer Höhe von etwa 900 m n.m. bis zur Wiese Starolesnianska poľana (deutsch Rainer-Wiese) auf etwa 1300 m n.m. Alternativ kann sich der Name Studená dolina auf den gesamten Talkomplex (d. h. mit den Tälern Malá Studená dolina und Veľká Studená dolina) beziehen, üblicherweise werden aber die Täler heute als eigenständig behandelt.
Im Tal verläuft ein gelb markierter Wanderweg von Tatranská Lesná zum Abzweig Nad Dlhým vodopádom, mit Anschlüssen Richtung Hütten Rainerova chata und Bilíkova chata.